# Мариън (окръг, Охайо)
Мариън (на английски: Marion County) е окръг в щата Охайо, Съединени американски щати. Площта му е 1046 km², а населението - 66 217 души (2000). Административен център е град Мариън.